# 米克尔·奥亚萨瓦尔
米克尔·奥亚萨瓦尔·乌加特（西班牙語：Mikel Oyarzabal Ugarte，1997年4月21日—），是一名西班牙足球运动员，场上司职左边锋，也可踢前锋位置，目前效力于西甲球队皇家社会，也是西班牙国家队成员之一。
到现在为止，他的整个职业生涯都在皇家社会度过，出场了超过200多次，并打入了50多粒进球，也担任着球队的队长一职。

## 俱乐部生涯
奥亚萨瓦尔出生在西班牙吉普斯夸省埃瓦尔镇，他在他14岁的时候，也就是2011年加入了皇家社会的青训系统。 2014年11月15日，在他还是一名青年球员的情况下，他在皇家社会预备队客场3-2击败亚摩勒比塔体育社会的西乙B比赛中的下半场替补上场，上演了成年队首秀。
2015年9月20日，奥亚萨瓦尔在皇家社会预备队5-0大胜门萨赫罗体育的比赛中梅开二度，打进了他的第一与第二粒成年队进球。同年10月25日，他在皇家社会4-0击败莱万特的第85分钟换下了贝拉，完成了一线队与西甲首秀。
2016年2月8日，奥亚萨瓦尔在皇家社会客场5-0大胜西班牙人的比赛中打进了他的第一粒一线队进球。6天后，他与皇家社会续约至2021年，2月14日，他在阿诺埃塔体育场皇家社会3-0击败格拉纳达的比赛中梅开二度。

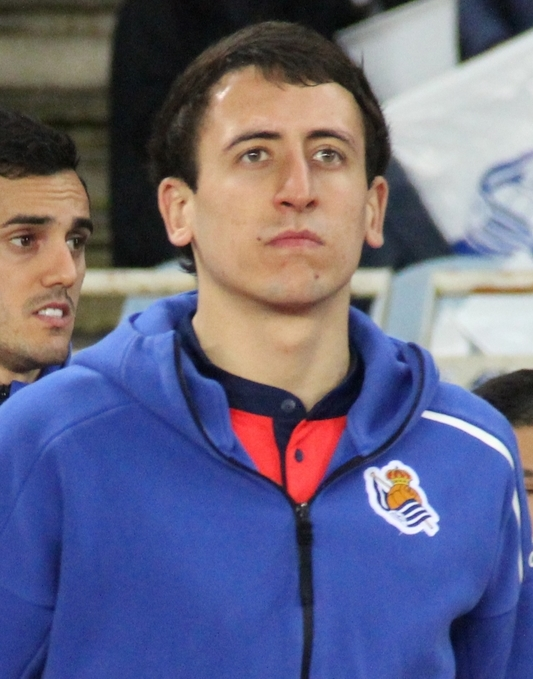
摄于2018年，为皇家社会出场的奥亚尔萨瓦尔

2016年8月19日，奥亚萨瓦尔与皇家社会续约至2022年。 他在2016–17赛季的联赛中出战了全部38场比赛，这支圣塞瓦斯蒂安球队也最终排名第6，时隔两年再次回到欧联杯的赛场。
2017年10月19日，他在皇家社会6-0血洗北马其顿球队瓦尔达的欧联杯比赛中上演了欧战首秀，并在比赛中打进了一粒进球。皇家社会最终打进了32强，他们在比赛中以4-3的总比分输给了奥地利球队萨尔茨堡红牛，而奥亚萨瓦尔也在比赛中打进了一粒乌龙球。他在2017-18赛季的国内赛场中打进了12粒进球，包括在2018年4月8日皇家社会5-0大胜赫罗纳中的两粒进球。
2018年10月5日，奥亚萨瓦尔在皇家社会客场3-1击败毕尔巴鄂竞技的巴斯克德比中打进了两粒点球，这也是他自5月以来的首粒进球。毕尔巴鄂竞技曾在夏窗尝试签下他，但他拒绝了对方的邀请，并与皇家社会续约至2024年。
在2019-20赛季的国王杯中，奥亚萨瓦尔在皇家社会总比分3-1击败米兰德斯体育的半决赛中的两回合各打入了一粒点球，帮助球队自1988年来第一次晋级决赛。同年7月10日，他在球队主场2-3输给格拉纳达的比赛中打进了俱乐部生涯的第50粒进球，10月3日，以23岁的年纪，他在皇家社会3-0击败赫塔菲的比赛中打进了一粒点球，这也是他代表皇家社会出战的第200场比赛。

## 国家队生涯

### 西班牙

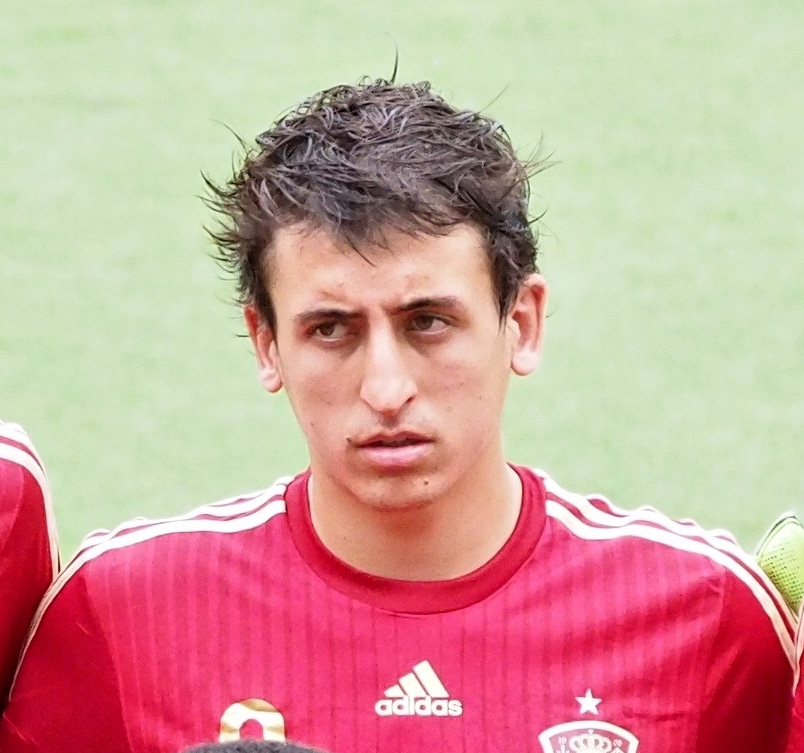
为西班牙U18出场的奥亚萨瓦尔

奥亚萨瓦尔代表西班牙在U18、U19、以及U21层面有过出场记录。2016年5月17日，19岁的奥亚萨瓦尔被西班牙国家队征召进入与波黑的友谊赛的大名单中。12天之后，也就是比赛当天，奥亚萨瓦尔在比赛的第60分钟换下了打进2球的诺利托，上演了成年国家队首秀，西班牙也最终3-1取胜。
2019年6月10日，奥亚萨瓦尔在西班牙3-0击败瑞典的2020年欧洲杯预选赛的比赛中打进了他的第一粒成年国家队进球。
2024年6月，奥亚萨瓦尔入选西班牙队参加2024年德国舉行的欧洲國家盃。在西班牙队击败英格兰队的决赛中，奥亚萨瓦尔射入制胜的入球。

### 巴斯克
奥亚萨瓦尔也曾代表过巴斯克有过出场记录，他在2016年12月30日巴斯克在圣马梅斯球场3-1击败突尼斯的比赛中上演了首秀，并打进了一粒进球。

## 个人生活
奥亚萨瓦尔曾在他的职业生涯早期于德乌斯托大学攻读商业学位。

## 生涯数据

### 俱乐部
最後更新：2021年1月27日
| 俱乐部         | 赛季     | 联赛     | 联赛 | 联赛 | 杯赛 | 杯赛 | 欧战 | 欧战 | 其他 | 其他 | 总共 | 总共 |
| 俱乐部         | 赛季     | 级别     | 出场 | 进球 | 出场 | 进球 | 出场 | 进球 | 出场 | 进球 | 出场 | 进球 |
| -------------- | -------- | -------- | ---- | ---- | ---- | ---- | ---- | ---- | ---- | ---- | ---- | ---- |
| 皇家社会预备队 | 2014–15  | 西乙B    | 5    | 0    | –    | –    | –    | –    | –    | –    | 5    | 0    |
| 皇家社会预备队 | 2015–16  | 西乙B    | 8    | 3    | –    | –    | –    | –    | –    | –    | 8    | 3    |
| 皇家社会预备队 | 合计     | 合计     | 13   | 3    | –    | –    | –    | –    | –    | –    | 13   | 3    |
| 皇家社会       | 2015–16  | 西甲     | 22   | 6    | 2    | 0    | –    | –    | –    | –    | 24   | 6    |
| 皇家社会       | 2016–17  | 西甲     | 38   | 2    | 5    | 2    | –    | –    | –    | –    | 43   | 4    |
| 皇家社会       | 2017–18  | 西甲     | 35   | 12   | 2    | 0    | 6    | 2    | –    | –    | 43   | 14   |
| 皇家社会       | 2018–19  | 西甲     | 37   | 13   | 4    | 1    | –    | –    | –    | –    | 41   | 14   |
| 皇家社会       | 2019–20  | 西甲     | 37   | 10   | 7    | 2    | –    | –    | –    | –    | 44   | 12   |
| 皇家社会       | 2020–21  | 西甲     | 15   | 8    | 2    | 1    | 5    | 0    | 1    | 1    | 23   | 10   |
| 皇家社会       | 合计     | 合计     | 184  | 51   | 21   | 5    | 11   | 2    | 1    | 1    | 218  | 60   |
| 生涯合计       | 生涯合计 | 生涯合计 | 196  | 53   | 20   | 5    | 11   | 2    | 1    | 1    | 228  | 61   |

1. 1 2  在欧联杯中的出场
2. ↑  在西班牙超级杯中的出场

### 国家队
最後更新：2020年11月17日
| 国家队 | 年份 | 出场 | 进球 |
| ------ | ---- | ---- | ---- |
| 西班牙 | 2016 | 1    | 0    |
| 西班牙 | 2019 | 6    | 2    |
| 西班牙 | 2020 | 4    | 2    |
| 合计   | 合计 | 11   | 4    |

### 国家队进球
最後更新：2020年11月17日（先列出西班牙的比分，比分栏显示出奥亚尔萨瓦尔进球后的比分）
| # | 日期           | 地点                                 | 第几次为国家队出场 | 对手     | 进球后的比分 | 最终结果 | 赛事                 |
| - | -------------- | ------------------------------------ | ------------------ | -------- | ------------ | -------- | -------------------- |
| 1 | 2019年6月10日  | 西班牙马德里，伯纳乌球场             | 2                  | 瑞典     | 3–0          | 3–0      | 2020年欧洲杯预选赛   |
| 2 | 2019年11月18日 | 西班牙马德里，万达大都会球场         | 7                  | 羅馬尼亞 | 5–0          | 5–0      | 2020年欧洲杯预选赛   |
| 3 | 2020年10月10日 | 西班牙马德里，迪斯蒂法诺球场         | 8                  | 瑞士     | 1–0          | 1–0      | 2020-21欧国联A级联赛 |
| 4 | 2020年11月17日 | 西班牙塞维利亚，塞维利亚奥林匹克球场 | 11                 | 德国     | 6–0          | 6–0      | 2020-21欧国联A级联赛 |

## 荣誉

### 俱乐部
皇家社会
- 国王杯冠军：2019–20（英语：2019–20 Copa del Rey）[28]

### 国家队
西班牙U-21
- U-21欧锦赛冠军：2019年[29]
- U-21欧锦赛亚军：2017年[30]

### 个人
- 西甲月度最佳球员：2020年10月[31]